# Zakia Zaki
Zakia Zaki (ur. ? – zm. 6 czerwca 2007) – afgańska dziennikarka, dyrektorka szkoły w Dżabal Saradż.
Przez sześć lat prowadziła w prowincji Parwan, własną rozgłośnię - Radio Pokoju, odbierane także w prowincjach Kabul i Kapisa. Znana była z krytycznych uwag pod adresem odsuniętych od władzy w 2001 r., przez wojska koalicji, talibów, których oskarżała między innymi o podżeganie do wojen i udaremnianie procesu pokojowego w kraju. 
W 2003 r., uczestniczyła w dżiradzie (konferencji konstytucyjnej) w Kabulu, gdzie reprezentowała swoją prowincję.   
Została zamordowana 6 czerwca 2007 r., przez trzech zamaskowanych mężczyzn we własnym domu na oczach swojego ośmioletniego syna.  